# Misión jesuítica de los Santos Apóstoles San Pedro y San Pablo
La Misión jesuítica de los Santos Apóstoles San Pedro y San Pablo fue una de las misiones que la Compañía de Jesús estableció en la provincia jesuítica del Paraguay durante la colonización española de América.
Está ubicada en la ciudad de Apóstoles, 27°55′00″S 55°46′00″O / -27.91667, -55.76667, provincia de Misiones, República Argentina
Fue fundada por Pedro Alfaro en el año 1632, refundada en el año 1652 y destruida en el año 1817. Fue abandonada cuando los jesuitas fueron expulsados de todos los dominios de la corona de España, incluyendo los de Ultramar, en el año 1767. 
Actualmente la planta urbana de la ciudad de Apóstoles se superpone con el asentamiento, y de sus vestigios solo se encuentran unos pocos indicios sobre la Avenida 9 de Julio, lindero al Estadio General Manuel Belgrano de esa ciudad.